# نورمن (ویسکانسین)
نورمن (به انگلیسی: Norman) یک منطقهٔ مسکونی در ایالات متحده آمریکا است که در شهرستان کیوانی، ویسکانسین واقع شده‌است. نورمن ۲۲۰٫۹۸ متر بالاتر از سطح دریا واقع شده‌است.